# Anatole Milandou
Anatole Milandou (* 18. März 1946 in Nsamouna, Republik Kongo) ist ein kongolesischer Geistlicher und emeritierter römisch-katholischer Erzbischof von Brazzaville.

## Leben
Anatole Milandou empfing am 23. Juni 1973 durch den Erzbischof von Brazzaville, Émile Kardinal Biayenda, das Sakrament der Priesterweihe für das Erzbistum Brazzaville.
Am 22. Juli 1983 ernannte ihn Papst Johannes Paul II. zum Titularbischof von Capra und bestellte ihn zum Weihbischof in Brazzaville. Der Erzbischof von Marseille, Roger Kardinal Etchegaray, spendete ihm am 28. August desselben Jahres die Bischofsweihe; Mitkonsekratoren waren der Erzbischof von Brazzaville, Barthélémy Batantu, und der Bischof von Owando, Georges-Firmin Singha. Am 3. Oktober 1987 ernannte ihn Johannes Paul II. zum Bischof von Kinkala. Die Ernennung zum Erzbischof von Brazzaville erfolgte am 23. Januar 2001.
Papst Franziskus nahm am 21. November 2021 seinen altersbedingten Rücktritt an.